# Vikramabahu II
Vikramabahu II  est  roi du royaume de Polonnaruwa dans l'actuel Sri Lanka en 1196

## Circonstances
Vikramabahu II succède à son neveux Vira Bahu I comme roi de Polonnaruwa il règne trois mois avant d'être assassiné et d'avoir comme successeur un autre de ses neveux ; Chodaganga le fils de sa sœur.